# Timochreon
Timochreon là một chi bướm ngày thuộc họ Bướm nâu.